# Jatropha unicostata
Jatropha unicostata är en törelväxtart som beskrevs av Isaac Bayley Balfour. Jatropha unicostata ingår i släktet Jatropha och familjen törelväxter. IUCN kategoriserar arten globalt som livskraftig.
Artens utbredningsområde är Socotra. Inga underarter finns listade i Catalogue of Life.